# باريت بروكس
باريت بروكس (بالإنجليزية: Barrett Brooks)‏ هو لاعب كرة قدم أمريكية أمريكي، ولد في 5 مايو 1972 في سانت لويس في الولايات المتحدة.